# 휴먼 (기업)
휴먼(일본어: ヒューマン, 영어: Human Corporation)은 일본의 비디오 게임 개발사이자 배급사였다.

## 역사
1999년 11월 1일 휴먼은 약 40억엔의 미지불 부채에 대해 도쿄 하치오지 지방 법원과 구조 조정을 협상하기 시작했다. 이에 따라 《파이어 프로레슬링 시리즈》, 《트와일라이트 신드롬 시리즈》의 권리는 스파이크로 인수되었다.
2000년 1월, 휴먼은 3.79억엔의 미결제 부채에 대한 구조 조정 협상을 하지 않아 파산 선고를 받았다.

## 게임

### 휴먼 엔터테인먼트 개발

#### NES
- 패밀리 트레이너
- 가면라이더 블랙
- 패밀리 트레이너

#### PC (윈도우)
- 클락 타워 (비디오 게임)

#### 플레이스테이션
- 클락 타워 (비디오 게임)

#### 슈퍼패미컴/슈퍼 NES
- 클락 타워 (비디오 게임)

#### 원더스완
- 클락 타워 (비디오 게임)